# Кюйе
Кюйѐ (на френски: Cuillé) е село и община във Франция, в регион Пеи дьо ла Лоар, департамент Майен. Население — 929 души (2006).

## Родени в Кюйе
- Леандър Леге (1833-1887) — френски дипломат, вицеконсул в София, по време на Априлското въстание (1876) и Руско-турската война (1877-1878)